# 浜口興右衛門

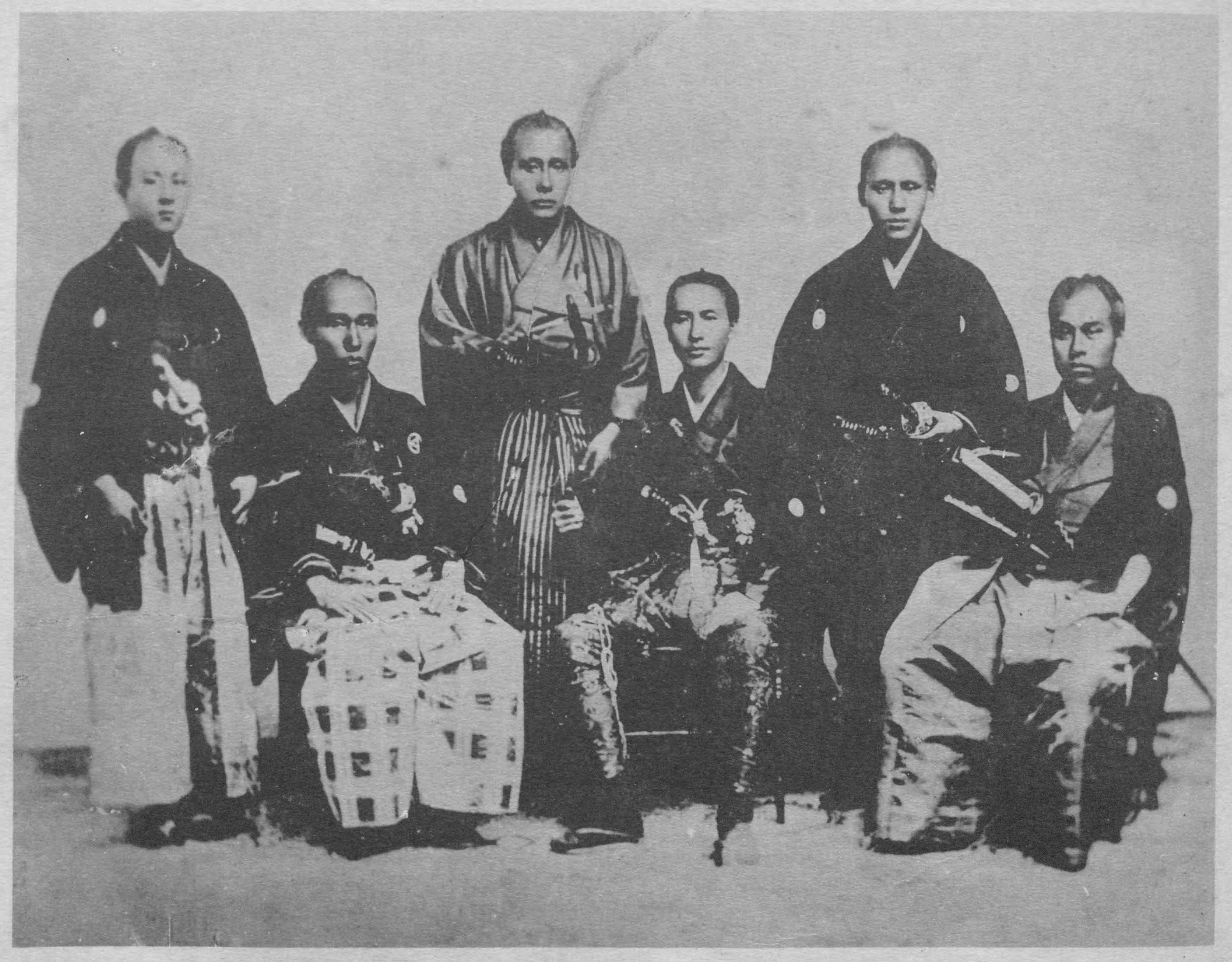
咸臨丸の乗船者達　1860年、サンフランシスコにて。前列右から、福澤諭吉、肥田浜五郎、浜口興右衛門、後列右から、岡田井蔵、、小永井五八郎、、根津欽次郎。（万延元年遣米使節図録）

浜口 興右衛門（はまぐち おきえもん、文政12年11月15日（1829年12月10日） - 明治27年（1894年）10月15日）は、日本の武士・幕臣。明治期の海軍技官。諱は英幹（ひでもと）。

## 経歴
浦賀奉行所組同心から長崎海軍伝習所第一期生に選ばれ、航海術を修めた。与力上席軍艦操練所教授方となり、咸臨丸が太平洋横断を果たした際、運用方として大きな働きをした。後に軍艦頭取として蟠竜丸艦長を務め、位は大番格軍艦役並に進んだ。
維新後、明治4年に主船少師として横須賀製鉄所に勤務している。製鉄所が海軍に移管された後、海軍権少匠司に進む。従六位勲六等（単光旭日章）海軍少技監（奏任官三等）に任ぜられ、横須賀造船所造船科主幹となった。
浦賀奉行所の与力、同心には俳諧を嗜む者が多く、浜口も蕉雪の号を持ち、俳人としても知られていたという。